# ブリトニー・グライナー
ブリトニー・グライナー（英語: Brittney Yevette Griner、1990年10月18日 - ）は、アメリカ合衆国の女子プロバスケットボール選手である。ポジションはセンター。WNBAのフェニックス・マーキュリー所属。
国際大会に出場する女子バスケットボール選手としてはマウゴジャータ・ディデック（218cm）、ハイジ・ジリンガム（208cm）に次ぐ206cmの長身を持つ。

## 来歴
ベイラー大学でプレーし、 NCAAで唯一 2000得点と500ブロックショットを達成している。

### WNBA
2013年のWNBAドラフトでフェニックス・マーキュリーにドラフト全体1位指名される。プロデビュー戦となる5月27日のシカゴ・スカイ戦でダンクショット2度を記録した。
同年4月にはNBAのダラス・マーベリックスよりトライアウト参加を呼びかけられたと報道される。
2014年は平均15.6得点、8.0リバウンド、3.7ブロックショットを記録。6月29日のタルサ・ショック戦でWNBAプレーオフ記録となる11ブロックをマーク。チームも3度目のWNBA制覇。

### アメリカ合衆国代表
2012年にロンドンオリンピックの代表候補に選出されたが、家族の病気と学業との兼ね合いから辞退。
その後、2014年女子バスケットボール世界選手権とリオデジャネイロオリンピックと東京オリンピックで金メダルを獲得。

### 国外リーグ
2013–14のWNBAオフシーズンは中国リーグの浙江稠州銀行金牛籃球倶楽部でプレー。
2014–15と2015–16はロシアリーグのUMMCエカテリンブルクでプレーし。2016-17も再契約

## 私生活

### 結婚およびドメスティックバイオレンス
2014年8月14日、グライナーは同じWNBAプレイヤーのグローリー・ジョンソンと同性婚をすると発表した。2015年4月22日、アリゾナ州フェニックス郊外の自宅で2人の喧嘩に警察が出動し、暴行と風紀紊乱の罪で2人共逮捕された。この事件にもかかわらず、翌月の5月8日、フェニックスにて2人は結婚した。5月15日、WNBAはグライナーの風紀紊乱の罪により、グライナーとジョンソンの双方を7試合出場停止とした。またグライナーはドメスティックバイオレンスに関する26週間のカウンセリングを受けることを課せられた。
2015年6月4日、グライナーとジョンソンは、ジョンソンが双子を妊娠したことを発表した。結婚から1ヶ月に満たない翌6月5日、グライナーは詐欺と脅迫により婚姻無効を訴えた。しかし婚姻無効は棄却された。10月12日、ジョンソンは体外受精により16週目の未熟児として双子を出産した。グライナーはジョンソンに養育費を支払うよう命じられた。2016年6月、離婚が成立した。
2018年8月、グライナーはシェレル・ワトソンと婚約し、2019年6月、2人は結婚した。その後ワトソンは姓をグライナーと改め、シェレル・グライナーとなった 。

### 2022年、ロシアでの逮捕
2022年2月17日、グライナーはロシアにて薬物所持容疑で逮捕された。ロシア連邦保安庁はグライナーがロシアでは違法のハッシュ・オイルを含む吸入カートリッジを所持していたと発表し、グライナーはシェレメーチエヴォ国際空港で拘束された。逮捕後、ロシアはウクライナに侵攻し、アメリカ当局はアメリカからロシアへの制裁の報復に利用されることを恐れ、元アメリカ国防総省副次官補ロシア、ウクライナ、ユーラシア担当のエヴリン・ファーカスはグライナーの知名度を利用した人質となることを懸念した。民主党議員シェリア・ジャクソン・リーはグライナーの解放を訴えた。CNNのインタビューの中で、カリフォルニア州民主党議員ジョン・ガラメンディはグライナーをロシアから連れ戻すことは大変困難であるとして、ロシアのウクライナ侵攻によりロシアとアメリカの外交関係は緊張が高まっており、グライナーの解放への交渉は行き詰るであろうと語った。
3月中旬、ロシアの国営通信社イタルタス通信は、モスクワの裁判所は調査のためグライナーの拘束期間を5月19日まで延長した。ロシア公共監視委員会のある職員は「唯一の問題はグライナーの身長である。ベッドが小さすぎる」と語った。3月23日、アメリカ合衆国国務省は、あるアメリカ外交官が拘留中のグライナーに面会することができ、健康上問題なかったことを発表した。5月上旬、アメリカ合衆国国務省は不当な拘束と判断し、安全に解放されるようより積極的に交渉することとなった。2月の拘束から約3ヶ月後の5月13日、CNNは、ロシアの裁判所がグライナーの公判前拘留がさらに1ヶ月、6月18日まで延長されたことを報じた。グライナーの弁護士であるアレクサンダー・ボイコフはAP通信に対し、短い延長期間は近いうちに公判となることを意味すると語った。
7月1日、モスクワ州ヒムキ市の裁判所でグライナーに対する初公判が行われた。モスクワ近郊の裁判前拘置所に送られたグライナーは最長10年の懲役刑を命じられる可能性があるという。証人として税関の検査官、そして工作員が尋問された。工作員の尋問は、国家機密と認められたため、傍聴人を退席させて行われた。弁護士によると罪状認否や容疑についてグライナーは一切話していない。法廷には臨時大使と米国大使館員2人が出廷しており、アメリカ政府はこの事態を非常に懸念していると述べている。8月4日、裁判所はグライナーに対し、禁錮9年と罰金100万ルーブルの有罪判決を言い渡した。
12月8日、アラブ首長国連邦の空港で、武器密輸に関与した罪で米国で収監中だったロシアの武器商人ビクトル・ボウトとの身柄交換により、釈放された。